# 新宿区歌舞伎町保育園
『新宿区歌舞伎町保育園』（しんじゅくくかぶきちょうほいくえん）は、2009年の日本のコメディ映画。2009年1月31日に劇場公開。

## 概要
人気ミュージカル「テニスの王子様」より立ち上がった映画レーベル「キラキラMOVIES」の第3弾。主要キャストも同ミュージカルの出演陣で構成されている。主人公を演じる鎌苅健太は映画初主演を務め、同出演者DAIZOの楽曲が主題歌・挿入歌に起用された。

## ストーリー
歌舞伎町にあるホストクラブ「誠」でホールとして入った健二（鎌苅健太）だったが、ホストとしての仕事を余儀なくされ、進（河合龍之介）、達也（宮野真守）、優（兼崎健太郎）らと接客する日々が続いていた。ある日突然、店にヤクザが押しかけ経営の危機に。更には鉢合わせたフィリピン人ホステスの女性に赤ちゃんを預かって欲しいと、言われるがまま押し付けられ姿を消してしまった。しかし、預けられた赤ちゃんがきっかけとなり、健二は子ども達の為に歌舞伎町で保育園を新設しようという目標が芽生え始める。

## キャスト
- 健二 - 鎌苅健太
- 進 - 河合龍之介
- 達也 - 宮野真守
- 優 - 兼崎健太郎
- ダイゾー - DAIZO
- 美佳 - 富田麻帆
- 真理 - 桂亜沙美
- 「誠」社長 - 小村哲生
- 山田 - 勝矢
- 中島 - 松浦祐也
- ヤクザの組長 - 外波山文明

## スタッフ
- 監督 - 城定秀夫
- 脚本 - 池田眞美子
- 原案 - 片岡義朗
- 音楽 - 佐橋俊彦
- 製作 - 中山晴喜、松田誠、古川陽子
- エグゼクティブプロデューサー - 片岡義朗
- 製作管理 - 大井守、磯山敦、鷲頭哲郎
- プロデューサー - 川勝奈穂、小笠原裕樹、久保和明
- 撮影 - 田宮健彦
- 照明 - 藤井勇
- 録音 - 小林徹哉
- 美術 - 古谷良和
- 装飾 - 井上心平
- 助監督 - 伊藤一平
- スタイリスト - 田中美由紀
- ヘアメイク - 管琴代
- 制作担当 - 綿貫仁
- 製作会社 - マーベラスエンターテイメント
ネルケプランニング
ポニーキャニオン
- 制作 - レオーネ
- 配給 - ゴー・シネマ

## 主題歌・挿入歌
- 主題歌

DAIZO 「Blue bird」 （マーベラスエンターテイメント）
- 挿入歌

DAIZO 「あの場所へ」 「お月様がみてる」（マーベラスエンターテイメント）

## DVD
- 「キラキラMOVIES 「新宿区歌舞伎町保育園」【コレクターズ・エディション】」

発売日：2009年7月24日
発売元：マーベラスエンターテイメント
- 「キラキラMOVIES 「新宿区歌舞伎町保育園」【スタンダード・エディション】」

発売日：2009年7月24日
発売元：マーベラスエンターテイメント

## サウンドトラック
- 「新宿区歌舞伎町保育園」 オリジナルサウンドトラック

発売日：2009年2月4日
発売元：マーベラスエンターテイメント